# Guiu de Montpeller (beat)
Guiu de Montpeller (Montpeller, ca. 1153 - Roma, 1208) fou un noble occità, fundador de l'Orde dels Hospitalers de l'Esperit Sant i de la Confraria de l'Esperit Sant ·  per atendre els malalts, necessitats i nens abandonats de la ciutat. És venerat com a beat per l'Església catòlica.

## Biografia
Guiu fou el quart fill de Guillem VII de Montpeller, senyor de Montpeller i d'Omeladès, i de Matilda de Borgonya. Altres fonts, però, indiquen que era fill de Guillem VI de Montpeller. Nasqué cap al 1153 i s'educà amb els templers, però els deixà encara jove, ja que no volia seguir la carrera militar. En morir el seu pare en 1172, el succeí el seu germà gran Guillem VIII, i Guiu, seguint la voluntat del seu pare, decidí de revifar una confraria hospitalera que ja havia fundat Guillem V de Montpeller en 1149, per atendre l'hospital de Sant Guilhem de la ciutat, una mena d'orde militar similar a l'Orde del Temple, però dedicada a l'assistència als necessitats, la caritat i l'hospitalitat.
L'orde havia quedat sense activitat i Guiu, desitjant refundar-la, obrí a la ciutat un hospital que posà sota l'advocació de l'Esperit Sant. De seguida, l'orde es difongué per tot França. Fou aprovat per una butlla del papa Innocenci III el 23 d'abril de 1198, i posat sota la Regla de Sant Agustí.
A l'hospital de Montpeller, el primer del seu gènere a la ciutat, Guiu volia reproduir l'ideal de la caritat universal en un lloc on s'alleugessin totes les misèries humanes. Així, els nens abandonats hi rebien educació, els malalts atenció mèdica i els pobres, un sostre i menjar, independentment de la seva condició. També enviava alguns nens amb famílies perquè hi convisquessin, essent un precursor del concepte de família d'acollida.
A més dels germans, Guiu també feu que hi hagués dones que atenguessin els malalts, creant un orde doble. Redactà les constitucions de l'orde. El lema de l'orde i el seu carisma era Lloança i misericòrdia, unint la pregària i la contemplació amb la caritat i la vida activa, i remarcava que els membres de l'orde havien de considerar els pobres i malalts com els seus senyors.

Escut de l'Orde del Sant Esperit
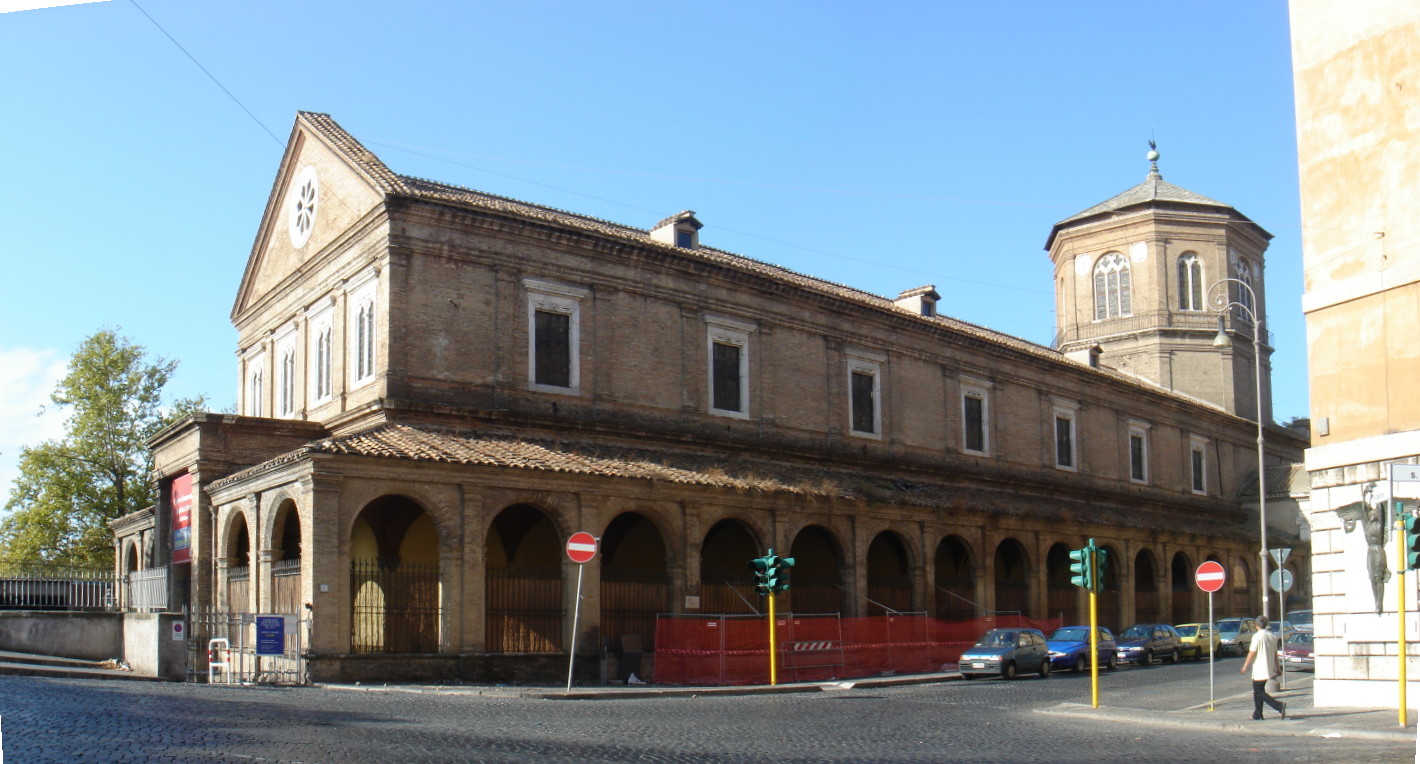
Hospital de Santo Spirito in Sassia (Roma) en l'actualitat
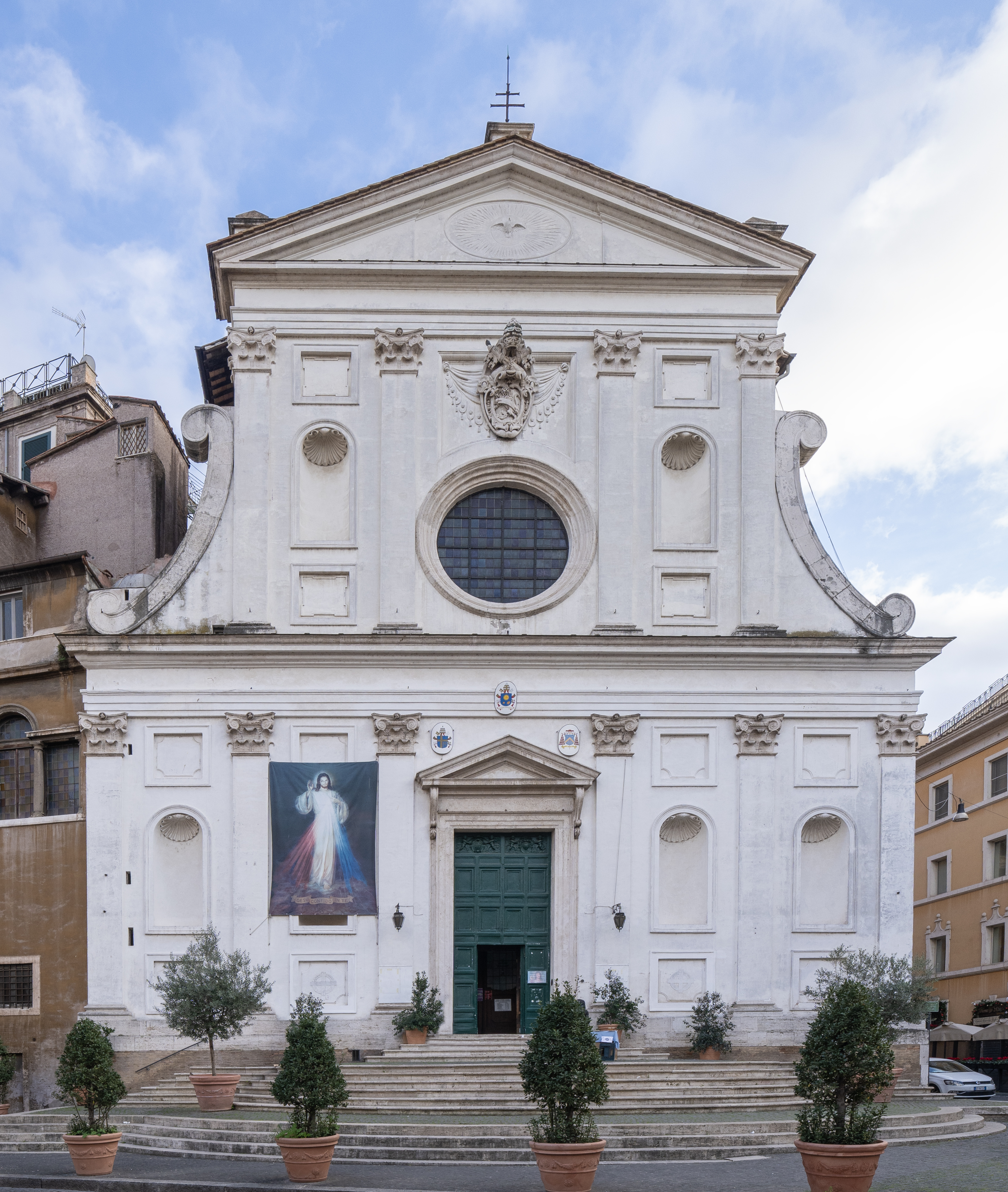
Església de Santo Spirito in Sassia, lloc d'enterrament del fundador
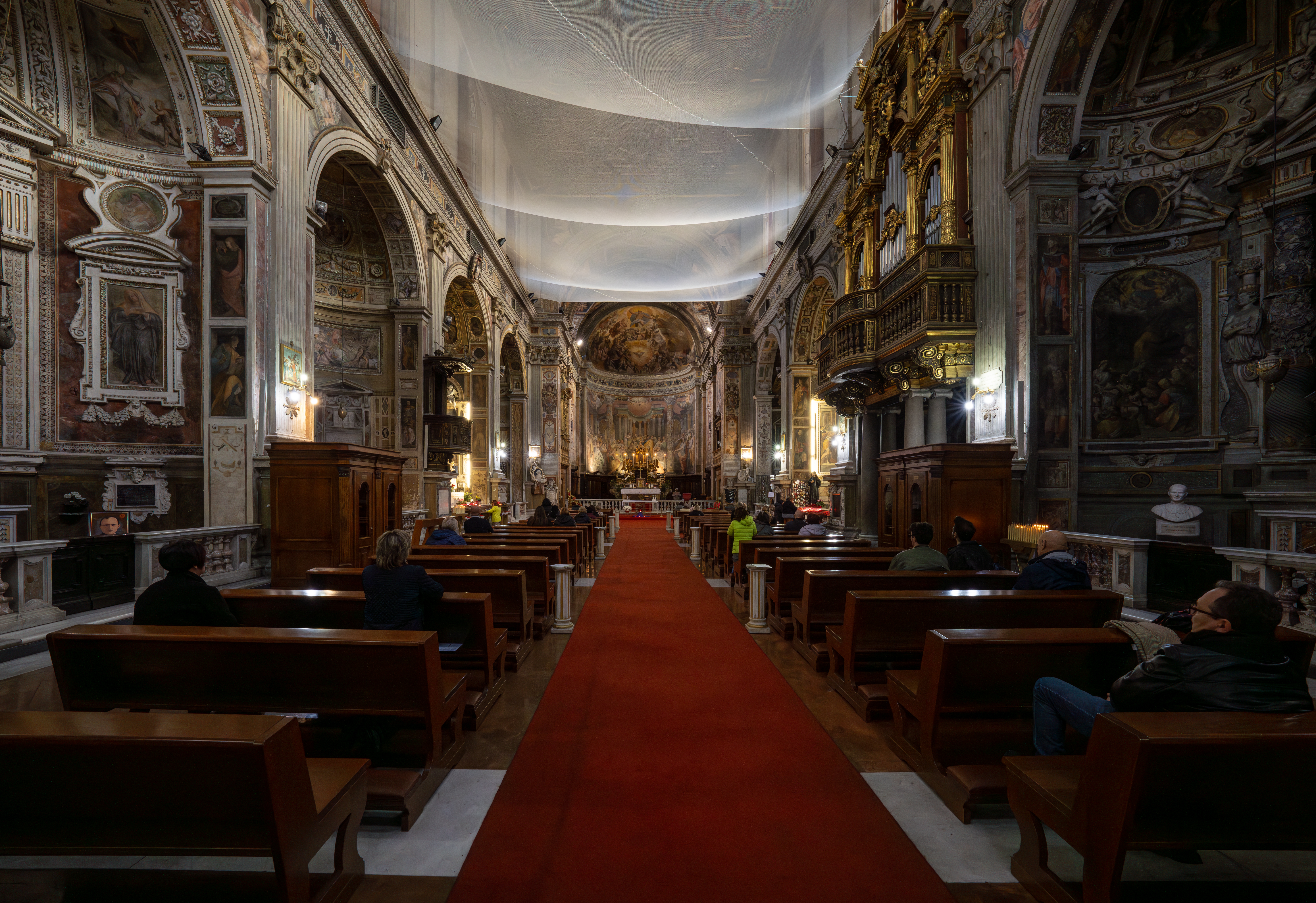
Interior de l'església

En 1204, el mateix papa Innocenci feu construir a Roma, prop del Vaticà, un hospital, el de Santa Maria in Sassia. Cridà Guiu de Montpeller perquè se'n fes càrrec i des de llavors fou anomenat Santo Spirito in Sassia. A imitació del papa, altres sobirans europeus obriren hospitals posats sota l'advocació del Sant Esperit, i alguns d'ells encomanats a l'orde de Montpeller.
La consideració envers la fundació romana fou molt gran: en una butlla del 3 de gener de 1208 s'institueix que la processó de la Santa Faç, que sortia de Sant Pere del Vaticà passés i s'aturés a l'hospital de Santo Spirito.
El 24 de maig de 1208 Guiu morí a Roma.

## Veneració
Malgrat no haver tingut un procés formal de beatificació, és venerat com a beat. Alguns autors com Julien Rouquette o Augustin Villemagne el consideren com un equivalent medieval de sant Vicenç de Paül i precursor d'ordes hospitalers similars, i una figura de la talla de Domènec de Guzmán o Francesc d'Assís, tot i que relativament desconegut.